# 孫雄正
孫雄正（韩语：／，1962年6月16日—），韩国退役足球运动员，足球教练，韩国国家足球队球员孫興慜的父亲。有媒体将其名字误写为孙雄政。

## 球员生涯
孙雄正的球员生涯较为平淡。他高中毕业于春川高等學校，随后进入明知大学就读，1984年毕业。大学毕业后，他到部队服役，期间在军队管辖的尚武足球俱乐部踢球，参加了1985年K聯賽。完成兵役后，孙雄正先后在现代老虎队和一和天马队踢球，继续参加K联赛。他曾经入选韩国国家足球B队，参加国际比赛。1990年，由于跟腱伤势，孙雄正早早退役。

## 退役之后
结束球员生涯后，孙雄正成为了一名教练，在江原道春川市春川市民足球俱乐部青年队执教。孙雄正还重点培养自己的儿子孫興慜踢球。孫興慜年龄在8岁至15岁之间的时候，孙雄正不让他参加足球比赛，只给他安排每天6小时的基本功训练。每次训练，孙雄正要与儿子完成相同的训练任务。孫興慜加盟德国汉堡体育俱乐部后，孙雄正仍然亲自到训练场监督儿子训练。孙雄正对孫興慜的踢球和生活的要求都很严格。孙雄正曾告诉记者，为了管教儿子，他打了孫興慜很多次。媒体报道，孙雄正要孫興慜保持谦逊、尊重他人；例如，孙雄正告诫孫興慜，比赛中进攻时如果有球员受伤，一定要将球踢出界。孙雄正还禁止孙兴慜在职业生涯结束前结婚，避免家庭生活影响竞技状态。
孙雄正在春川市开办了孙氏足球学校（SON축구아카데미）。

## 家庭
孙雄正长子（汉字名不详，音译为孙兴润）曾在德国第五级别足球联赛漢堡足球州級聯賽哈尔斯滕贝克-雷林根体育俱乐部踢球，后来返回韩国，在孙氏足球学校任职。次子为著名球员孙兴慜。